# Alfonsina Janés i Nadal
Alfonsina Janés i Nadal (Barcelona, 1943) és una filòloga i germanista catalana.

## Formació
Filla d'Ester Nadal i Sauquet i Josep Janes i Olivé, el 1966 es llicencià en Filosofia i Lletres, especialitat de Filologia Moderna, a la Universitat de Barcelona, i el 1975 s'hi doctorà. Des de llavors ha ensenyat llengua alemanya en diferents institucions de Barcelona i, des del 1984 ha estat professora del Departament de Filologia anglesa i alemanya de la Universitat de Barcelona, on ha impartit classes de literatura i cultura alemanyes.

## Activitat professional
La seva tasca s'ha desplegat en els camps de la recerca, la divulgació i la traducció.
Com a investigadora ha estudiat els textos de les obres de diferents compositors alemanys, entre els quals destaca especialment Richard Wagner i la seva rebuda a Catalunya. Entre les seves publicacions hi ha L'obra de Richard Wagner a Barcelona (1983) i El Wagnerisme a Catalunya (a Òpera Liceu: Una exposició en cinc actes, 1997). I, col·lectivament, Wagner al Liceu (2004). Però també l'obra d'altres autors, com Hofmannsthal, Schiller, Hoffmann…
La divulgació de la literatura alemanya i les relaciones entre música i literatura han estat també objecte del seu interès i, així, ha publicat Historia de la cultura alemana (1992), Kreisler, Murr y su mundo (1994) i Música y vida: acercamiento al problema humano del músico en tres novelas cortas alemanas del siglo XIX (1997).
Alfonsina Janés ha analitzat també el paper de la dona en el món de la música i la literatura, tema en què destaquen els seus estudis Tres mujeres, tres problemas: Clara Schumann, Cósima Wagner, Alma Mahler-Werfel (1996) i La bellesa en els escrits autobiogràfics d'Alma Mahler-Werfel (1998), entre d'altres.
La seva labor com a filòloga l'ha portat a traduir al castellà els novel·listes Ernst Weis, Heinrich Böll o Jaroslav Hasek; els poetes Johann Wolfgang von Goethe, Rainer Maria Rilke –de qui va traduir també les Cartes a Benvenuta–, Joseph von Eichendorff i (juntament amb Clara Janés) Johannes Bobrowski; o el periodista i assagista Klaus Mehnert, entre d'altres.

## Premis i reconeixements
El 1986, la Societat Acadèmica alemanya Eichendorff va guardonar Janés amb el premi Oskar Seidlin, que atorga a investigadors que s'han distingit pels seus estudis sobre aquest escriptor romàntic alemany. La doctora Janés va rebre aquest premi per la seva edició dels poemes d'Eichendorff publicada per l'Editorial Bosch.